# Вычужин, Алексей Иннокентьевич
Алексей Иннокентьевич Вычужин (1919—1989) — советский партийный и государственный деятель.

## Биография
Родился 2 апреля 1919 года в деревне Курейск Иркутской губернии Российской империи, ныне Иркутской области России.
В 1939 году окончил Якутский финансово-экономический техникум. Некоторое время работал бухгалтером «Лензолотофлота» в посёлке Витим Ленского района. В этом же 1939 году был направлен в Якутскую военную школу.
C началом Великой Отечественной войны, в сентябре 1941 года, был призван Якутским райвоенкоматом в ряды Красной армии, сражался в боях за Москву, командовал разведывательной ротой, затем — отдельным лыжным батальоном, был ранен.
После демобилизации работал управляющим отделениями Госбанка в Алданском и Таттинском районах. Став членом ВКП(б)/КПСС, работал инструктором, затем — заместителем заведующего отделом административных и торгово-финансовых органов Якутского областного комитета партии. В 1954 году окончил Всесоюзную высшую финансовую школу Министерства финансов СССР в Ленинграде (существовала с июля 1952 по сентябрь 1956 года). После этого перешёл на государственную деятельность — был заместителем министра местной промышленности, в 1958 году — начальником сектора промышленности и природных ресурсов, в 1959—1963 годах являлся заместителем председателя Госплана Якутской АССР, с 1963 по 1971 год — министр торговли Якутской АССР.
Занимаясь общественной деятельностью, был депутатом Верховного совета Якутской АССР VI и VII созывов от Первомайского избирательного округа Ленского района.
Умер в октябре 1989 года.
Был награждён орденами Отечественной войны 1-й и 2-й степеней, а также медалями, среди которых «За победу над Германией в Великой Отечественной войне 1941—1945 гг.». Также был награждён Почётной грамотой Президиума Верховного совета ЯАССР.